# Джордж Еверест
Сер Джордж Еверест (англ. Sir George Everest; оригінальна вимова прізвища: [ˈiːvrᵻst], «І́вріст»; 4 липня 1790, Крікгавелл, Поуїс, Уельс — 1 грудня 1866, Гринвіч, Лондон, Англія) — валлійський географ, який з 1830 до 1843 року перебував на посаді головного геодезиста Індії.
За рік до смерті Королівське географічне товариство назвало його ім'ям гору Джомолунґму (Пік XV), яка є найвищою вершиною світу, хоча сам Еверест був проти такої назви[джерело?].

## Біографія
1806 року після навчання у військово-інженерній школі Еверест вступив на службу до Британської Ост-Індської компанії і наступні 7 років мешкав у Бенгалії. Під час британської окупації голландської Ост-Індії Евересту було доручено геодезичне обстеження острова Ява.
З 1818 до 1843 року Еверест працював у геодезичній службі Індії, дослужившись до звання полковника. Йому вдалося підняти індійську геодезію та картографію на новий рівень. 1827 року його було обрано членом Королівського географічного товариства, а 1861 року — удостоєно лицарського титулу. З 1862 року — віце-президент Королівського географічного товариства. Помер у Лондоні 1866 року, похований у церкві св. Андрія, поблизу Брайтона.
Племінниця сера Джорджа Мері Еверест (англ. Mary Everest) була дружиною відомого британського математика Джорджа Буля та матір'ю письменниці Етель Ліліан Войнич.